# Jean Izoulet
Jean Bernard Joachim Izoulet, né le 20 août 1854 à Miramont-de-Quercy et mort le 25 mai 1929 à Paris, est un normalien (1874), agrégé de philosophie, élu en 1897 à la chaire de philosophie sociale du Collège de France créée pour lui « contre » Émile Durkheim.

## Biographie
Jean Izoulet, fils de Jean Bertrand Izoulet, instituteur public, et d'Anne Loubatières, son épouse, naît le 20 août 1854 à Miramont (Tarn-et-Garonne). Après ses études secondaires au collège de Moissac, il prépare le concours d'entrée à l’École normale supérieure (ENS) au lycée Ingres de Montauban puis au lycée Louis-le-Grand à Paris.
Élève à l’ENS de 1874 à 1877 puis chargé de cours au lycée de Bourg-en-Bresse, il est reçu 7e à l'agrégation de philosophie en 1880. Il prend un congé d'inactivité de 1880 à 1884 d'abord pour servir de secrétaire particulier à Paul Bert (ministre de l'Instruction publique et des cultes dans le gouvernement Léon Gambetta), puis pour s'initier, pendant quatre ans, aux sciences naturelles et médicales, en suivant en particulier l'enseignement de Charles Robin. Jules Ferry le charge d'une série de cours de psychologie et de morale aux instituteurs du département de la Seine. Il est ensuite successivement professeur aux lycées de Douai, Henri-IV et Condorcet (de 1884 à 1897) puis, à partir de 1897, professeur au Collège de France.
Les ouvrages qu'il publie se rapportent tous à un même thème de redressement socio-politique, d’ordre intellectuel, moral et explicitement religieux. Ils sont animés par l'idée centrale du primat absolu de la société, dont le nerf devrait être une religion syncrétique où le christianisme serait complètement transformé. Sa thèse La Cité moderne ... suscite en 1895 une réaction catégorique de La Croix : « Thèse violente, exaltée et chimérique (...) matérialisme sectaire et jacobin, menaçant de vengeance tout ce qui ne pense pas comme lui » et ne tarde pas à être mise à l'Index. En 1924, à nouveau, La Croix se fera l'écho d'un avertissement (donné par la Semaine de Tours) : « ... un livre dont le titre est de nature à les induire gravement en erreur : la Rentrée de Dieu aux écoles et dans l’État, par M. Jean Izoulet. Il ne s’agit nullement du vrai Dieu ».

La leçon inaugurale d'Izoulet au Collège de France, le 16 décembre 1897, et les suivantes lui valent un hommage appuyé de Maurice Barrès : 

« C’est d’une importance immense, ce qu’a fait Izoulet ; cela marque une date considérable dans l’histoire des idées (...) : il a socialisé l’idée du « Moi ». (...) Cette doctrine puissante effarouche par sa nouveauté des socialistes chez qui subsiste le vieil esprit libéral. Un sentiment égalitaire qui pourrait bien  être mêlé d’envie se préoccupe moins encore de protéger les faibles que de diminuer les forts. (...) « L’individu comme principe et comme fin, et, comme moyen, une association là où il y a division du travail », déclare Izoulet. Il faut entendre par là, et c’est assez clair, que tout part de l’individu et que tout revient à l’individu, mais qu’à lui seul il est impuissant et qu’il vaut seulement par une association où chacun s’étage selon les services qu’il peut rendre. »

et d'être chahuté à répétition, en particulier pendant le cours du 13 janvier 1898, par les « étudiants socialistes », comme le rapporte La Lanterne : 

« « Êtes-vous, oui ou non, socialiste », lui ont-ils demandé à plusieurs reprises. Mais M. Izoulet n’a pas voulu répondre à leur question. Il en est résulté un violent tumulte. (...) C’est aux cris de « Vive la Sociale ! A bas la Réaction » que les étudiants socialistes ont protesté. »

Le 3 décembre 1906, à Paris, il épouse Marie Marmottan, fille du médecin et ancien député Henri Marmottan.
Victime de soucis de santé, il se fait remplacer, dans ses fonctions de professeur au Collège de France, par Georges Blondel, de 1917 à 1922 puis de 1927 à 1929.
Il décède à Paris le 25 mai 1929, en son domicile 1 boulevard de Beauséjour, après une maladie de quatre mois.

## Œuvres
- « Le suicide des démocraties », Revue de Paris, t. 3,‎ 1er mai 1895, p. 147-161 (lire en ligne)
- L'âme française et les universités nouvelles selon l'esprit de la Révolution, Armand Colin, 1892
- (la) De J.-J. Russeo (J.-J. Rousseau) : utrum misopolis fuerit an philopolis, ex genavensi codice cum ceteris Russei operibus collato quaeritur, Félix Alcan, 1894 (lire en ligne)
- La cité moderne et la métaphysique de la sociologie : le suicide des démocraties, thèse pour le doctorat, présentée à la Faculté des lettres de Paris, Paris, Félix Alcan, coll. «Bibliothèque de philosophie contemporaine», 1894.
- Les vingt-quatre armures de la Pangermanie, ou Qu'appelez-vous donc désarmer l'Allemagne ?, Paris, H. Floury, 1920 (lire en ligne)
- Renan et l'Angleterre, ou l'École de Manchester et la perdition de l'Occident, H.Floury, 1920
- Sans Russie, pas de France !, H.Floury, 1920
- La rentrée de Dieu dans l'école et dans l'État, Paris, Bernard Grasset, 1924 (lire en ligne)
- Paris : Capitale des religions ou la mission d'Israël, Albin Michel, 1926
- La Métamorphose de l'Église ou la Sociologie, fille du Décalogue au Collège de France. Les quatre bases scientifiques de l'idée laïque Moïse et Aristote, pères du laïcisme Copernic et Claude Bernard, pères du panthéisme, ce super-laïcisme, 1928
- Le Panthéisme d'Occident ou le super-laïcisme , Albin Michel, 1928.

## Distinctions et hommages
Chevalier de la Légion d'honneur (1897)
- Un square à Moissac, où se trouve son buste, porte son nom[12].